# Ànec negre frontblanc

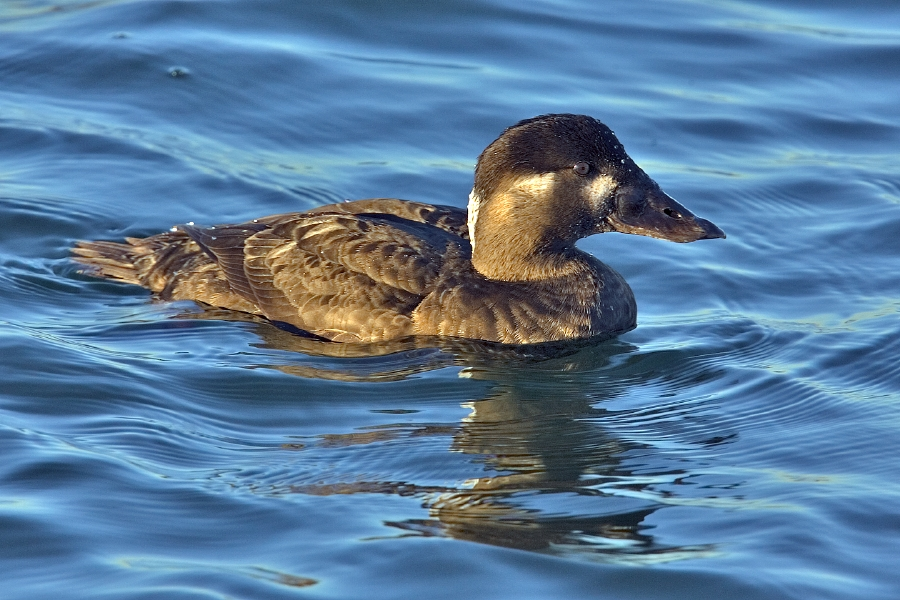
Femella

L'ànec negre frontblanc (Melanitta perspicillata) és un ocell aquàtic de la família dels anàtids (Anatidae) que habita la zona neàrtica. El reconeixement com a espècie de ple dret de Melanitta americana, abans considerada la subespècie americana de l'ànec negre (Melanitta nigra) pot ocasionar confusió amb el nom vulgar "ànec negre americà".

## Morfologia
- Aquesta espècie fa 46 – 55 cm de llargària, amb una envergadura de 78 – 92 cm.
- Semblant a l'ànec negre, amb el bec molt més engrossit.
- Mascles amb plomatge completament negre a excepció d'unes contrastades taques blanques al front i el clatell. El bec està vivament acolorit de taronja, blanc i negre.
- Femelles amb color general gris marró fosc, amb dues zones pàl·lides des de cada costat de l'ull cap a baix.

## Hàbitat i distribució
En època de cria habita estanys, rius i zones humides de la tundra oberta, o amb alguns arbres d'Alaska i nord del Canadà. Passa l'hivern a les costes d'Amèrica del Nord, arribant per l'Atlàntic fins a Florida i pel Pacífic fins a la Baixa Califòrnia. Amb alguna freqüència se'ls pot veure al nord-est d'Europa, però no pas als Països Catalans.

## Alimentació
Neda sota l'aigua a la recerca de mol·luscs, crustacis i altres invertebrats, que són el component bàsic de la seva dieta.

## Reproducció
Nia en petites colònies poc compactes o aïlladament. Aprofita lleugeres depressions a terra, on pon 5 – 9 ous.